# Colom imperial de Finsch
El colom imperial de Finsch (Ducula finschii) és una espècie d'ocell de la família dels colúmbids (Columbidae) que habita als boscos de l'Arxipèlag Bismarck.